# Marian Owerko
Marian Bogdan Owerko (ur. 1970 w Janowie Podlaskim) – polski ekonomista i przedsiębiorca. Współzałożyciel i Przewodniczący Rady Nadzorczej Bakalland S.A.

## Życiorys
W 1994 ukończył Wydziału Handlu Zagranicznego Szkoły Głównej Handlowej. Jako student wraz z kolegami wydzierżawił bufet w warszawskim kinie Luna, a następnie założył spółkę Bakalland (1991), której w latach 1996–2014 był prezesem.
Od 2009 r. Wiceprezes Zarządu Polskiej Rady Biznesu. Od 2011 członek jury Nagrody Polskiej Rady Biznesu im. Jana Wejcherta.

## Odznaczenia i zasługi
- 2015 – Krzyż Kawalerski Orderu Odrodzenia Polski za wybitne zasługi dla rozwoju gospodarki i polskiej przedsiębiorczości[5].